# استودیو جیبلی
استودیو جیبوری (به ژاپنی: 株式会社 スタジオ ジブリ Kabushiki gaisha Sutajio Jiburi) (به انگلیسی: Ghibli استودیو گیبلی) (در ایران بیشتر شناخته شده با نام استودیو جیبلی) یک استودیوی پویانمایی مستقر در بخش کوگانی در منطقه تاما در توکیو پایتخت ژاپن است که بعد از موفقیت انیمیشن نائوشیکا از دره باد در ۱۹۸۴، در ژوئن ۱۹۸۵ توسط توکوما شوتن تأسیس شده‌است. شهرت استودیو بیشتر به دلیل تولید انیمه‌های سینمایی است، استودیو همچنین فیلمهای کوتاه مختلف، تبلیغات تلویزیونی و یک فیلم بلند تلویزیونی تولید کرده‌است. لوگوی این شرکت شخصیت توتورو (Totoro روح بزرگ جنگل) از فیلم همسایهٔ من توتورو ساختهٔ هایائو میازاکی است.
بسیاری از انیمه های ساخته‌شده توسط استودیو جیبوری برندهٔ جایزه بزرگ مجلهٔ انیمیج شدند از جمله همسایه من توتورو در سال ۱۹۸۸ و خدمات تحویل کیکی در ۱۹۸۹ و لاپوتا قلعه‌ای در آسمان در ۱۹۸۶. در سال ۲۰۰۲، شهر اشباح برندهٔ خرس طلایی و جایزه اسکار برای بهترین انیمیشن بلند شد که تنها فیلم ساخته‌شده در خارج از دنیای سخنگویان زبان انگلیسی است که به این موفقیت دست یافته‌است.

## نام
ایده اولیه تأسیس این استودیو، «دمیدن نفسی تازه به صنعت انیمهٔ ژاپن» بود و وجه تسمیۀ آن به یک نام عربی برمی‌گردد (به عربی: قِبْلِيّ، به معنای «چیزی که از سمت قبله می‌آید») که مردم لیبی برای نامیدن بادهای تابستانی سیروکو به کار می‌برند. همچنین در زمان جنگ جهانی دوم ایتالیایی‌ها نام یکی از جنگنده‌های شناسایی خود در صحرای بزرگ آفریقا را برگرفته از همین نام گیبوری گذاشته بودند. جیبوری تلفظ ژاپنی این اسم است.

## تاریخچه
این استودیو که در ژوئن سال ۱۹۸۵ تأسیس شده‌است، توسّط هایائو میازاکی و ایسائو تاکاهاتا که کارگردان هستند و توشیو سوزوکی که تهیه‌کننده است اداره می‌شود. قبل از به‌وجود آمدن این استودیو، میازاکی و تاکاهاتا به خودی خود در زمینهٔ فلیم‌های ژاپنی و پویانمایی‌های تلویزیونی سابقه‌ایی طولانی داشته‌اند و با هم روی حوروس: شاهزادهٔ خورشید و پاندا! یالّا پاندا کار کرده بودند؛ همچنین سوزوکی ویرایشگری در مانگای انیمیج توکوما شوتن بوده‌است. این استودیو بعد از موفقیت فیلم نائوشیکا از دره باد به‌وجود آمد.
از سال ۲۰۱۲ تاکاهاتا در حال طرح‌ریزی یک پروژه برای ارائه بعد از بر فراز تپه شقایق گورو میازاکی (پسر هایائو میازاکی و کارگردان حکایت دریای زمین). تاکاهاتا در حال کار روی اقتباسی از داستان داستان بامبوشکن است. هایائو میازاکی نیز در حال کار روی پروژه‌ای به‌نام باد برمی‌خیزد است که در مورد میتسوبیشی اِی۶ام زیرو و بنیان‌گذار آن است.
در سال ۲۰۱۴ خبری منتشر شد مبنی بر این‌که استودیو جیبلی تعطیل می‌شود. اما گزارش‌های بعدی حاکی از این بود که بعضی از خبرگزاری‌ها زیاده‌روی کرده‌اند و قرار نیست چنین اتفاقی بیفتد. در واقع حضور توشیو سوزوکی، یکی دیگر از بنیان‌گذاران استودیوی جیبلی، در یکی از برنامه‌های تلویزیونی ژاپن و ترجمهٔ نادرست حرف‌های او باعث بروز چنین اشتباهی شده بود. او در این مصاحبه گفته بود قرار است فعالیت‌های استودیوی جیبلی، توقف کوتاهی داشته باشد؛ که «عبارت توقف کوتاه» در ترجمه‌ها به صورت «تعطیل شدن» درآمده بود.

## فیلم‌ها
توجه: با اینکه فیلم ناوسیکا از دره باد معمولاً یکی از فیلم‌های استودیو جیبلی فرض می‌شود، ولی این فیلم پیش از تأسیس استودیو تهیه و توزیع شده‌است.
| #  | نام فیلم                 | تاریخ اولین توزیع | کارگردان            | رتبه در آی‌ام‌دی‌بی | رتبه در راتن تومیتوس | بودجه (به دلار آمریکا) | فروش (به دلار آمریکا |
| -- | ------------------------ | ----------------- | ------------------- | ---------------- | -------------------- | ---------------------- | -------------------- |
| ۱  | نائوشیکا از دره باد      | ۱۱ مارس ۱۹۸۴      | هایائو میازاکی      | ۸٫۰              | ۸۹٪                  | بدون داده              | بدون داده            |
| ۲  | لاپوتا قلعه‌ای در آسمان   | ۲ اوت ۱۹۸۶        | هایائو میازاکی      | ۸٫۱              | ۹۵٪                  | بدون داده              | بدون داده            |
| ۳  | مدفن کرم‌های شب‌تاب        | ۱۶ آوریل ۱۹۸۸     | ایسائو تاکاهاتا     | ۸٫۴              | ۹۷٪                  | بدون داده              | بدون داده            |
| ۴  | همسایه من توتورو         | ۱۶ آوریل ۱۹۸۸     | هایائو میازاکی      | ۸٫۲              | ۹۳٪                  | بدون داده              | بدون داده            |
| ۵  | خدمات تحویل کیکی         | ۲۹ ژوئیه ۱۹۸۹     | هایائو میازاکی      | ۷٫۹              | ۹۶٪                  | ۶٫۹ میلیون             | ۱۸٬۱۷۲٬۸۴۹           |
| ۶  | همین دیروز               | ۲۰ ژوئیه ۱۹۹۱     | ایسائو تاکاهاتا     | ۷٫۷              | ۱۰۰٪                 | بدون داده              | بدون داده            |
| ۷  | پورکو روسو               | ۱۸ ژوئیه ۱۹۹۲     | هایائو میازاکی      | ۷٫۸              | ۹۴٪                  | بدون داده              | بدون داده            |
| ۸  | امواج اقیانوس            | ۳ مه ۱۹۹۳         | تومومی موچیزوکی     | ۷٫۲              | -                    | بدون داده              | بدون داده            |
| ۹  | پوم پوکو                 | ۱۶ ژوئیه ۱۹۹۴     | ایسائو تاکاهاتا     | ۷٫۴              | ۸۰٪                  | بدون داده              | ۳۴٬۲۰۰٬۰۰۰           |
| ۱۰ | نجوای قلب                | ۱۵ ژوئیه ۱۹۹۵     | یوشیفومی کوندو      | ۷٫۹              | ۸۹٪                  | بدون داده              | بدون داده            |
| ۱۱ | شاهزاده مونونوکه         | ۱۲ ژوئیه ۱۹۹۷     | هایائو میازاکی      | ۸٫۴              | ۹۳٪                  | ۲۳٬۵ میلیون            | ۱۵۹٬۳۷۵٬۳۰۸          |
| ۱۲ | همسایه‌ من یامادا         | ۱۷ ژوئیه ۱۹۹۹     | ایسائو تاکاهاتا     | ۷٫۵              | ۶۰٪                  | بدون داده              | بدون داده            |
| ۱۳ | شهر اشباح                | ۲۷ ژوئیه ۲۰۰۱     | هایائو میازاکی      | ۸٫۶              | ۹۷٪                  | ۱۹ میلیون              | ۲۷۴٬۹۲۵٬۰۹۵          |
| ۱۴ | بازگشت گربه              | ۱۹ ژوئیه ۲۰۰۲     | هیرویوکی موریتا     | ۷٫۲              | ۹۴٪                  | بدون داده              | ۵۰٬۵۹۰٬۰۵۷           |
| ۱۵ | قلعه متحرک هاول          | ۲۰ نوامبر ۲۰۰۴    | هایائو میازاکی      | ۸٫۱              | ۸۶٪                  | ۲۴ میلیون              | ۲۳۱٬۷۱۱٬۰۹۶          |
| ۱۶ | حکایت دریای زمین         | ۲۹ ژوئیه ۲۰۰۶     | گورو میازاکی        | ۶٫۵              | ۴۲٪                  | ۲۲ میلیون              | ۶۸٬۶۷۳٬۵۶۵           |
| ۱۷ | پونیو روی صخره کنار دریا | ۱۹ ژوئیه ۲۰۰۸     | هایائو میازاکی      | ۷٫۸              | ۹۱٪                  | ۳۴ میلیون              | ۲۰۱٬۷۵۰٬۹۳۷          |
| ۱۸ | آریتی                    | ۱۷ ژوئیه ۲۰۱۰     | هیروماسا یونبایاشی  | ۷٫۷              | ۱۰۰٪                 | ۲۳ میلیون              | ۱۲۶٬۳۶۸٬۰۸۴          |
| ۱۹ | بر فراز تپه شقایق        | ۱۶ ژوئیه ۲۰۱۱     | گورو میازاکی        | ۷٫۵              | ۸۴٪                  | بدون داده              | ۶۱٬۰۳۷٬۸۴۴           |
| ۲۰ | افسانه شاهدخت کاگویا     | تابستان ۲۰۱۳      | ایسائو تاکاهاتا     | ۸٫٠              | -                    | بدون داده              | بدون داده            |
| ۲۱ | باد وزیدن گرفته          | تابستان ۲۰۱۳      | هایائو میازاکی      | ۸٫۱              | ۸۸٪                  | ۳۰ میلیون              | ۱۱۳٬۱۵۹٬۳۶۴          |
| ۲۲ | وقتی مارنی آنجا بود      | تابستان ۲۰۱۴      | هیروماسا یونه‌بایاشی | ۷٫۷              | ۹۲٪                  | ۱۰٫۵ میلیون            | بدون داده            |
| ۲۳ | لاک‌پشت قرمز              | ۱۸ مه ۲۰۱۶        | مایکل دودوک دی ویت  | ۷٫۵              | ۹۳٪                  | بدون داده              | بدون داده            |
| ۲۴ | کلاه گوش و جادوگر        | ۱۸ اکتبر ۲۰۲۰     | گورو میازاکی        | ۴٫۸              | ۲۹٪                  | بدون داده              | بدون داده            |
| ۲۵ | پسرک و هرون              | ۲۰۲۳              | هایائو میازاکی      | بدون داده        | بدون داده            | بدون داده              | بدون داده            |

## انیمه های تلویزیونی
| # | نام                           | سال توزیع | کارگردان        | نویسنده           | تهیه کننده     |
| - | ----------------------------- | --------- | --------------- | ----------------- | -------------- |
| ۱ | داستان کانال های یاناگاوا     | ۱۹۸۷      | ایسائو تاکاهاتا | ایسائو تاکاهاتا   | هایائو میازاکی |
| ۲ | راهزنان قلعه جنگلی            | ۲۰۱۴      | گورو میازاکی    | هیرویوکی کاوازاکی | نوبو کاواکامی  |
| ۳ | زِن – گروگو و خرگوش گرد و غبار | ۲۰۲۲      | کاتسویا کوندو   | -                 | توموهیکو ایشی  |

## انیمه های کوتاه
برخی از انیمه های کوتاه استودیوی جیبلی اسپین آف هایی از انیمه های اصلی و بلند این استودیو هستند.
| #  | نام                     | سال توزیع       | کارگردان          | نویسنده           | تهیه کننده        |
| -- | ----------------------- | --------------- | ----------------- | ----------------- | ----------------- |
| ۱  | به جای خود              | ۱۵ ژوئیه ۱۹۹۵   | هایائو میازاکی    | هایائو میازاکی    | توشیو سوزوکی      |
| ۲  | جیبلی                   | ۲۰۰۰            | هیرویوکی واتانابه | هیرویوکی واتانابه | هیرویوکی واتانابه |
| ۳  | گورو گورو               | ۱ اکتبر ۲۰۰۱    | هیائو میازاکی     | هیائو میازاکی     | توشیو سوزوکی      |
| ۴  | شکار نهنگ               | ۲۰۰۱            | هیائو میازاکی     | هیائو میازاکی     | توشیو سوزوکی      |
| ۵  | کورو روز بزرگ گردش      | ۲۰۰۲            | هیائو میازاکی     | هیائو میازاکی     | تاتامی یاماموتو   |
| ۶  | می و بچه گربه           | ۲۰۰۲            | هایائو میازاکی    | هایائو میازاکی    | توشیو سوزوکی      |
| ۷  | ماشین های پرواز خیالی   | ۲۰۰۲            | هایائو میازاکی    | هایائو میازاکی    | توشیو سوزوکی      |
| ۸  | اختراع ماشین های فانتزی | ۲۰۰۲            | هیده‌آکی آنو       | هیده‌آکی آنو       | توشیو سوزوکی      |
| ۹  | جیبلی اپیزود ۲          | ۱۹ ژوئیه ۲۰۰۲   | یوشیوکی موموسه    | یوشیوکی موموسه    | یوشیوکی موموسه    |
| ۱۰ | فرودگاه قابل حمل        | ۲۲ می ۲۰۰۴      | یوشیوکی موموسه    | یوشیوکی موموسه    | یوشیوکی موموسه    |
| ۱۱ | ایستگاه فضایی شماره ۹   | ۲۰ می ۲۰۰۵      | یوشیوکی موموسه    | یوشیوکی موموسه    | یوشیوکی موموسه    |
| ۱۲ | برنامه ریزی شهر پرواز   | ۱۰ سپتامبر ۲۰۰۵ | یوشیوکی موموسه    | یوشیوکی موموسه    | یوشیوکی موموسه    |
| ۱۳ | عنکبوت آبی مون مون      | ۳ ژوئن ۲۰۰۶     | هایائو میازاکی    | هایائو میازاکی    | توشیو سوزوکی      |
| ۱۴ | روزی که ستاره خریدم     | ۳ ژوئن ۲۰۰۶     | هایائو میازاکی    | هایائو میازاکی    | توشیو سوزوکی      |
| ۱۵ | به دنبال خانه           | ۲۰۰۶            | هایائو میازاکی    | هایائو میازاکی    | توشیو سوزوکی      |
| ۱۶ | بالاخره آخر هفته شد     | ۲۰۰۶            | یوشیوکی موموسه    | مامورو اوشی       | یوشیوکی موموسه    |
| ۱۷ | موش سوموکار             | ۲۰۱۰            | آکیهیکو یاماشیتا  | هایائو میازاکی    | توشیو سوزوکی      |
| ۱۸ | دوغ و پرنسس تخم مرغ     | ۲۰۱۰            | هایائو میازاکی    | هایائو میازاکی    | توشیو سوزوکی      |
| ۱۹ | در جستجوی گنج           | ۳۱ اوت ۲۰۱۱     | هایائو میازاکی    | ریکو ناکاگاوا     | توشیو سوزوکی      |
| ۲۰ | بورو کاترپیلار          | ۲۱ مارس ۲۰۱۸    | هایائو میازاکی    | هایائو میازاکی    | توشیو سوزوکی      |